# Alto Piquiri
Alto Piquiri es un municipio brasileño del estado del Paraná. Su población estimada en 2009 era de 10.406 habitantes.
El Municipio de Alto Piquiri inició su poblamiento alrededor del año 1950. Su primera denominación fue Conquista, se cree que es debido al movimiento pionero de la época en área de vegetación virgen. Algún tiempo después fue nombrada "Reconquista" y finalmente como "Alto Piquiri". La palabra Piquiri proviene de los indios que habitaban el lugar, los Paiquerês. Como la sede se localiza en el lugar más alto del Valle Piquiri su denominación final fue Alto Piquiri. Creado a través de la Ley Estatal n.º. 4.245 el 25 de julio de 1960, fue separado de Cruzeiro del Oeste el 15 de noviembre de 1961 .